# Emil Hofrichter
Emil Hofrichter (19. května 1845 Moravská Třebová – 24. března 1913 Moravská Třebová) byl rakouský politik německé národnosti z Moravy; poslanec Moravského zemského sněmu a starosta Moravské Třebové.

## Biografie
Profesí byl obchodníkem. Byl aktivní i veřejně a politicky. Zastával post starosty Moravské Třebové. Město mu udělilo čestné občanství. Starostou byl v letech 1885–1891 a 1906–1909. Za jeho éry došlo mj. k výstavbě objektu chlapecké obecné a měšťanské školy a obecního zaopatřovacího ústavu.
Koncem 19. století se zapojil i do vysoké politiky. V zemských volbách roku 1896 byl zvolen na Moravský zemský sněm, za kurii městskou, obvod Moravská Třebová, Svitavy. V roce 1896 se uvádí jako kandidát národovecké Německé lidové strany.
Zemřel v březnu 1913 ve věku 68 let.
Měl syna a dvě dcery. Jedna z nich byla manželkou místodržitelského tajemníka Ernsta Schafranka.